# Come Together (Primal Scream)
Come Together è un singolo del gruppo musicale britannico Primal Scream estratto dall'album Screamadelica nel 1991.

## Il singolo
Come Together è una lunga jam accompagnata da una sezione fiati che ruota intorno a un ritornello sussurrato. La versione del brano pubblicata su singolo venne mixata da Terry Farley ed è molto differente dalla versione contenuta in Screamadelica, che venne invece editata da Andrew Weatherall: se la prima presenta una serie di breakbeat messi in loop e una chitarra a dodici corde che rievoca il rock anni sessanta, la seconda aggiunge un coro gospel che conferisce al brano una spiccata spiritualità. Stando alle parole di Bobby Gillespie, il cantante dei Primal Scream, il brano sarebbe "la  
Street Fighting Man dei giorni nostri (...) Non è certo un'affermazione di vuoto ottimismo New Age. Nella versione di Weatherall vedo un senso di tragicità, una cosa del tipo 'se solo il mondo fosse più unito'... ma so che non sarà mai così". La versione statunitense del singolo contiene anche il brano Loaded.

## Accoglienza
Come Together raggiunse la ventiseiesima posizione della Official Singles Chart.

## Tracce

### UK 12
1. Come Together (12" Farley Mix) – 8:02
2. Come Together (12" Weatherall Mix) – 10:12

Durata totale: 18:14

### UK CD"
1. Come Together (7" Farley Mix) – 4:23
2. Come Together (12" Weatherall Mix) – 10:12

Durata totale: 14:35

### UK 7 and cassette
1. Come Together (7" Farley Mix) – 4:23
2. Come Together (7" Weatherall Mix) – 4:45

Durata totale: 9:08

### US 12" and CD
1. Come Together (7" Farley Mix) – 4:23
2. Loaded (7" Mix) – 4:15
3. Come Together (12" Farley Mix) – 8:02
4. Loaded (12" Mix) – 7:01
5. I'm Losing More Than I'll Ever Have – 4:33
6. Ramblin' Rose (Live NYC)" (Fred Burch, Marijohn Wilkin) – 2:25
7. Loaded (Farley Mix) – 5:56

Durata totale: 36:35